# 트레스마리아스섬쥐
트레스마리아스섬쥐(Peromyscus madrensis)는 비단털쥐과에 속하는 설치류의 일종이다. 멕시코 서부 해안의 마리아스 섬(나야리트주의 일부)에서만 발견된다. 마지막으로 평가했을 때, 마리아 클레오파스 섬에서는 흔하게 발견되었지만 다른 더 산재된 섬들에서는 희귀하거나 발견되지 않았다.

## 특징
트레스마리아스섬쥐는 작은 크기의 쥐로 머리부터 몸까지 길이가 21~25cm, 꼬리 길이가 10~13cm이다. 연한 황갈색 털을 갖고 있으며, 하체와 입술, 발은 희다. 등 뒤쪽으로 희미한 검은색 털이 있으며, 발목에 어두운 색 반점이 나 있다. 꼬리는 비교적 털이 없고 윗면은 눈에 뜨게 어둡다. 암컷은 6개의 젖쪽지를 갖고 있다. 사슴쥐속의 다른 근연종들과 비교하여 더 크고, 꼬리가 길며 귀와 음경이 작다.

## 생태
트레스마리아스섬쥐가 섬의 모든 서식지에서 발견되지만 교란되지 않은 열대 탈락성 숲에서 가장 흔하게 발견되며 특히 고지대 안쪽에서 더 많이 서식한다. 나무나 바위 아래와 같은 은폐된 장소에서 산다. 1898년 처음 기재될 당시에는 섬에 널리 분포했지만, 1991년 조사에서는 곰쥐와 사슴, 염소 같은 토착종이 아닌 도입종들 때문에 분포 지역이 눈에 띄게 현저히 감소했다.
근연종은 근처 육지에 서식하는 나야리트쥐로 플라이스토세 동안에 두 종이 분기되었다. 트레스마리아스섬쥐가 언제 처음 육지에서 넘어가 섬에 도착했는지, 섬들이 언제 육지와 연결되었었는지는 아직 명확하지 않다.